# The Winning Coat
The Winning Coat è un cortometraggio del 1909 diretto e sceneggiato da David W. Griffith.

## Produzione
Il film, interpretato da Owen Moore, Marion Leonard e Florence Lawrence venne prodotto dalla American Mutoscope and Biograph Company.

## Distribuzione
Il copyright del film, richiesto dall'American Mutoscope and Biograph Co., fu registrato l'8 aprile 1909 con il numero H125503.
Il film - un cortometraggio di otto minuti - venne distribuito dall'American Mutoscope and Biograph Company che lo fece uscire nelle sale USA il 12 aprile 1909.
Nelle proiezioni, veniva programmato con il sistema dello split reel, accorpato in un'unica bobina con un altro cortometraggio prodotto dalla Biograph, A Sound Sleeper.
Non si conoscono copie ancora esistenti della pellicola che viene considerata presumibilmente perduta.